# Liste des conseillers nationaux du canton de Bâle-Ville
Cette page liste les représentants du canton de Bâle-Ville au Conseil national depuis la création de l'État fédéral en 1848.

## Abréviations des partis
| - AN : Action nationale - AdI : Alliance des Indépendants - BastA!: Basels starke Alternative - POCH : Organisations progressistes de Suisse - PC : Parti communiste suisse - PCP : Parti conservateur populaire - PDC : Parti démocrate-chrétien - DEM : Parti démocratique suisse - PLD : Parti libéral-démocrate (de) | - PLR : Parti libéral-radical - PLS : Parti libéral suisse - PAI : Parti des paysans, artisans et indépendants - PP : Parti du progrès - PRD : Parti radical-démocratique - PSS : Parti socialiste suisse - PdT : Parti suisse du travail - UDC : Union démocratique du centre - PES : Les Verts - PVL : Parti vert'libéral |

Autres tendances et mouvements politiques :
- CL : Centre libéral
- GL : Gauche libérale

## Liste
| Nom                        | Parti                                 | Mandat                        | Né   | Mort |
| -------------------------- | ------------------------------------- | ----------------------------- | ---- | ---- |
| Walter Allgöwer            | Adl                                   | 1963–1979                     | 1912 | 1980 |
| Emil Arnold                | PC (jusqu'en 1934) PdT (depuis 1951)  | 1932–1934 1951–1953           | 1897 | 1974 |
| Sibel Arslan               | BastA!                                | 2015–                         | 1980 |      |
| Mustafa Atici              | PSS                                   | 2019-                         | 1969 |      |
| Thomas Baerlocher          | POCH                                  | 1990–1991                     | 1956 |      |
| Albert Belmont             | PSS (jusqu'en 1920) PC (depuis 1920)  | 1919–1925                     | 1875 | 1969 |
| Fritz Berger               | PCP                                   | 1951–1963                     | 1897 | 1977 |
| Hans Bernoulli             | Adl                                   | 1947–1951                     | 1876 | 1959 |
| Achilles Bischoff          | CL                                    | 1848–1853                     | 1795 | 1867 |
| Emil Bischoff              | CL                                    | 1893–1896                     | 1847 | 1921 |
| Marino Bodenmann           | PC (jusqu'en 1939) PdT (depuis 1953)  | 1934–1939 1953–1959           | 1893 | 1964 |
| Fritz Brechbühl            | PSS                                   | 1951–1963                     | 1897 | 1963 |
| Albin Breitenmoser         | PDC                                   | 1963–1975                     | 1920 | 1983 |
| Ernst Brenner              | GL/PRD                                | 1887–1897                     | 1856 | 1911 |
| Theodor Brogle             | PCP                                   | 1947–1951                     | 1893 | 1959 |
| Alfred Brüstlein           | PSS                                   | 1902–1911                     | 1853 | 1924 |
| Carl Christoph Burckhardt  | CL/PLS                                | 1911–1915                     | 1862 | 1915 |
| Karl Burckhardt-Iselin     | GL                                    | 1875–1889                     | 1830 | 1893 |
| Martin Burckhardt          | PLS                                   | 1987–1991                     | 1921 | 2007 |
| Katja Christ               | PVL                                   | 2019-                         | 1972 |      |
| Stefan Cornaz              | PRD                                   | 1994–1995                     | 1944 | 2003 |
| Heinrich David             | PRD                                   | 1899–1908                     | 1856 | 1935 |
| Eugen Dietschi             | PRD                                   | 1941–1960                     | 1896 | 1986 |
| Jean Henri Dunant          | UDC                                   | 1999–2010                     | 1934 | 2015 |
| Peter Dürrenmatt           | PLS                                   | 1959–1979                     | 1904 | 1989 |
| Eduard Eckenstein          | GL                                    | 1887–1893                     | 1847 | 1915 |
| Alexander Euler            | PSS                                   | 1979–1991                     | 1929 | 2012 |
| Christoph Eymann           | PLS (jusqu'en 2001) PLD (depuis 2015) | 1991–2001 2015–               | 1951 |      |
| Ernst Feigenwinter         | PCP                                   | 1917–1919                     | 1853 | 1919 |
| Margrith von Felten        | PSS                                   | 1991–1999                     | 1944 |      |
| Anita Fetz                 | POCH (jusqu'en 1989) SP (depuis 1999) | 1985–1989 1999–2003           | 1957 |      |
| Sebastian Frehner          | UDC                                   | 2010–2019                     | 1973 |      |
| Johannes Frei              | PSS                                   | 1911–1919                     | 1870 | 1932 |
| Alfred Gasser              | PRD                                   | 1960–1965                     | 1904 | 1985 |
| Johann Rudolf Geigy-Merian | CL                                    | 1878–1887                     | 1830 | 1917 |
| Rudolf Gelpke              | PP/PAI                                | 1917–1935                     | 1873 | 1940 |
| Andreas Gerwig             | PSS                                   | 1967–1983                     | 1928 | 2014 |
| Arnold Gfeller             | Adl                                   | 1939–1943 1951–1959           | 1902 | 1978 |
| Emil Göttisheim            | PRD                                   | 1905–1919                     | 1863 | 1938 |
| Remo Gysin                 | PSS                                   | 1995–2007                     | 1945 |      |
| Fritz Hauser               | PSS                                   | 1919–1941                     | 1884 | 1941 |
| Ernst Herzog               | PSS                                   | 1935–1967                     | 1898 | 1967 |
| Helmut Hubacher            | PSS                                   | 1963–1997                     | 1926 | 2020 |
| Max Imboden                | PRD                                   | 1965–1967                     | 1915 | 1969 |
| Isaak Iselin-Sarasin       | CL/PLS                                | 1896–1917                     | 1851 | 1930 |
| Walter Jaeger              | AN                                    | 1971–1975                     | 1911 | 1987 |
| Bernhard Jäggi             | PSS                                   | 1911–1916                     | 1869 | 1944 |
| Nicolas Jaquet             | PLS                                   | 1943–1947 1949–1959           | 1898 | 1986 |
| Beat Jans                  | PSS                                   | 2010–2020                     | 1964 |      |
| Christine Keller           | PSS                                   | 1998–1999                     | 1959 |      |
| Hermann Kinkelin           | GL/PRD                                | 1890–1899                     | 1832 | 1913 |
| Wilhelm Klein              | GL                                    | 1863–1878 1881–1887           | 1825 | 1887 |
| Carl Koechlin              | CL                                    | 1897–1902                     | 1856 | 1914 |
| Anita Lachenmeier-Thüring  | PES                                   | 2007–2011                     | 1959 |      |
| Markus Lehmann             | PDC                                   | 2011–2015                     | 1955 |      |
| David Linder               | PLS                                   | 1979–1983                     | 1923 | 1997 |
| Peter Malama               | PRD/PLR                               | 2007–2012                     | 1960 | 2012 |
| Ruth Mascarin-Bircher      | POCH                                  | 1979–1985                     | 1945 |      |
| Wilhelm Meile              | PCP                                   | 1935–1938                     | 1886 | 1973 |
| Rudolf Miescher            | PLS                                   | 1919–1931                     | 1880 | 1945 |
| Carl Miville-Seiler        | PSS                                   | 1978–1979                     | 1921 |      |
| Carl Miville senior        | SP (jusqu'en 1944) PdT (depuis 1944)  | 1943–1951                     | 1891 | 1981 |
| Felix Moeschlin            | Adl                                   | 1941–1947                     | 1882 | 1969 |
| Johann Emil Müry           | PRD                                   | 1902–1911                     | 1843 | 1923 |
| Walter Muschg              | Adl                                   | 1939–1943                     | 1898 | 1965 |
| Rudolf Niederhauser        | PCP                                   | 1938–1947                     | 1881 | 1966 |
| Albert Oeri                | PLS                                   | 1931–1949                     | 1875 | 1950 |
| Johannes Randegger         | PRD                                   | 1995–2006                     | 1941 |      |
| Rudolf Rechsteiner         | PSS                                   | 1995–2010                     | 1958 |      |
| Christian Rothenberger     | PRD                                   | 1908–1919                     | 1868 | 1938 |
| Alfred Schaller            | PRD                                   | 1947–1977                     | 1908 | 1985 |
| Karl Oskar Schär           | DEM (jusqu'en 1918) PRD (depuis 1918) | 1917–1929                     | 1868 | 1947 |
| Silvia Schenker            | PSS                                   | 2003–2019                     | 1954 |      |
| Victor Emil Scherer        | PRD                                   | 1929–1941                     | 1881 | 1941 |
| Arnold Schneider           | PRD                                   | 1967–1971                     | 1920 | 1992 |
| Friedrich Schneider        | PSS                                   | 1919–1939 1943–1951           | 1886 | 1966 |
| Karl Schnyder              | PSS                                   | 1975–1978                     | 1931 | 2016 |
| Urs Schweizer              | PRD                                   | 2006–2007                     | 1952 |      |
| Paul Speiser               | CL/PLS                                | 1889–1896 1902–1911 1915–1919 | 1846 | 1935 |
| Gertrud Spiess             | PDC                                   | 1975–1983                     | 1914 | 1995 |
| Johann Jakob Stehlin       | CL                                    | 1853–1875                     | 1803 | 1879 |
| Daniel Stolz               | PLR                                   | 2012–2015                     | 1968 |      |
| Rudolf Suter               | Adl                                   | 1959–1967                     | 1914 | 2011 |
| Hansjürg Weder             | Adl                                   | 1983–1995                     | 1928 | 2018 |
| Franz Welti                | PC                                    | 1925–1932                     | 1879 | 1934 |
| Hugo Wick                  | PDC                                   | 1983–1987 1991–1995           | 1935 |      |
| Christine Wirz-von Planta  | PLS                                   | 2001–2003                     | 1944 |      |
| Eugen Wullschleger         | PSS                                   | 1896–1902 1912–1917           | 1862 | 1931 |
| Edmund Wyss                | PSS                                   | 1959–1971                     | 1916 | 2002 |
| Paul Wyss                  | PRD                                   | 1977–1994                     | 1928 |      |
| Sarah Wyss                 | PSS                                   | 2020-                         | 1988 |      |
| Max Johann Z'graggen       | PCP                                   | 1919–1935                     | 1881 | 1938 |
| Otto Zoller                | PRD                                   | 1902–1905                     | 1864 | 1940 |

## Sources
- (de) Cet article est partiellement ou en totalité issu de l’article de Wikipédia en allemand intitulé « Liste der Nationalräte des Kantons Basel-Stadt » (voir la liste des auteurs).
- « Banque de données recensant les membres des conseils depuis 1848 », Parlement suisse